# Teoría literaria
La teoría literaria o  teoría de la literatura es, en términos específicos, o sea los propios de la Ciencia de la literatura, la disciplina general, constructiva, descriptiva y teorética, que estudia la Literatura. Constituye el criterio teórico junto al diacrónico de la historia de la literatura y el aplicativo de la crítica literaria. Uno de los objetivos de la teoría literaria es entregar un método científico de la obra literaria, que en su primordial sentido, se identifica con la techne milenaria y tradicional tratadísticamente iniciada en Occidente por Aristóteles mediante sus tratados de retórica y poética, es decir las teorías constructivas del discurso y la obra literaria. En este sentido, la teoría en tanto que techne literaria es definida como la serie de principios, normas y saberes acerca de qué es y cómo se construye la literatura, configurando, pues, una teoría explícita o a priori, doctrinal, prescriptiva y, en sentido propio, ideológica.  Por su parte, la teoría literaria en tanto que implícita define, a posteriori, la perspectiva de esa serie de ideas o pensamientos en cuanto inferidos o reconstruibles mediante la reflexión y el análisis sobre el objeto literario dado. El núcleo de la teoría de la literatura está formado, por la Retórica y la Poética. 
La teoría de la literatura en general no es sino parte de la filología en su aspecto amplio y propio relativo a la elaboración de la obra verbal, y por otra parte se vincula de manera natural con la hermenéutica y, en especial, la estética. Esta última representa el horizonte más general y filosófico en el cual queda subsumida la teoría de la literatura, ya en su sentido normativo destinado a la consecución de un proyecto o un ideal poetológico, ya en su sentido de reconstrucción y, sobre todo, de estudio del pensamiento que rige y produce la creación de la Literatura. La Estética nace, especialmente como formación disciplinar moderna y autónoma, relacionada con la Teoría literaria, y por principio con la retórica y la poética, tal como testimonian las obras fundacionales de Alexander Gottlieb Baumgarten.

## Historia
La teoría literaria es, en Occidente, una creación característicamente producida en el ámbito del llamado humanismo filológico que nace del saber tanto técnico como especulativo de la Antigua Grecia. De ello participan de una u otra manera todas las grandes mentes creadoras del pensamiento occidental, especialmente Platón y Aristóteles. En la proyección inmediata y brillantísima de esa genial tradición, los helenísticos 'Longino' y Dionisio de Halicarnaso, los latinos Horacio, Cicerón, Quintiliano y demás grandes maestros. Aristóteles fundó la poesía clásica, Horacio y 'Longino' mientras la Retórica en los de Aristóteles, Cicerón y Quintiliano. Este último establece una base general para la Edad Media, en la cual una amplia Gramática, fundada por Donato y su discípulo Prisciano, conducirá una intersección con la Retórica y una difuminación de la Poética. La Gramática de los 'tradicionalistas' y los 'especulativos' sólo en el siglo XIII dejará espacio a unas Poetrias (Garlande, Vinsauf, Aberardo el Alemán...) que comienzan a pergeñar cierto tratamiento poetológico aun en forma de comentario, habitualmente de Virgilio, y 'enarratio poetarum'. Sólo Dante alcanzará a vislumbrar en De Vulgari Eloquentia un nuevo orden de cosas alejado de la Escolástica.
La Edad renacentista, que encuentra en el Cuatrocientos el genial momento de las artes plásticas y su teoría (Da Vinci, Alberti, Brunelleschi), obtendrá en el Quinientos su extenso y maduro ciclo poetológico en los grandes comentarios tratadísticos de Minturno, Escalígero y Castelvetro. La Retórica, de producción más profusa, tuvo como eje la visión ciceroniana de la disciplina. En España, la amplitud Retórica oscila entre la tradicionalidad de Nebrija y la flexibilidad de Juan Luis Vives, encontrando en Sebastián Fox Morcillo su construcción más sólida. 
El Barroco, que técnicamente puede ser tomado como Conceptismo e incluso Manierismo en materia retórica y poética, especialmente desarrollado en España e Italia, tiene su creación fundamental en el Agudeza y arte de ingenio (1642 y 1648), de Baltasar Gracián, momento cenital, brillante y crítico del clasicismo áureo que tiene sus correspondientes menores italianos en las obras de Pellegrini y Tesauro.

## Planteamiento general
Una de las cuestiones fundamentales de la teoría literaria es "¿qué es literatura?" y "¿cómo debemos leer o leemos?" – aunque algunos teóricos y estudiosos de la literatura contemporáneos creen que la "literatura" no puede definirse o que puede referirse a cualquier uso del lenguaje. Las teorías específicas se distinguen no sólo por sus métodos y conclusiones, sino incluso por cómo crean significado en un "texto". Sin embargo, algunos teóricos reconocen que estos textos no tienen un significado singular y fijo que se considere "correcto".
Dado que los teóricos de la literatura suelen basarse en tradiciones muy heterogéneas de la filosofía continental y la filosofía del lenguaje, cualquier clasificación de sus planteamientos es sólo una aproximación. Existen muchos tipos de teoría literaria, que adoptan diferentes enfoques de los textos. Amplias escuelas de teoría que han sido históricamente importantes incluyen la crítica histórica y biográfica, Nueva Crítica, formalismo, formalismo ruso, y estructuralismo, postestructuralismo, marxismo o materialismo histórico, feminismo y feminismo francés, poscolonialismo, nuevo historicismo, deconstrucción, crítica de respuesta al lector, narratología y psicoanalítica.

## Diferencias entre escuelas
La nueva crítica contiene una dimensión moral implícita, y a veces incluso religiosa[cita requerida]: un nuevo crítico puede leer un poema de T.S. Eliot o de Gerard Manley Hopkins por su grado de honestidad en la expresión de las contradicciones del mundo moderno. Mientras tanto, un crítico literario marxista puede encontrar más juicios ideológicos que críticos; el marxista diría que la Nueva Crítica no guardaba suficiente distancia de las posturas religiosas para comprender el poema. Un crítico postestructuralista puede simplemente evitar el asunto por entender el significado religioso de un poema como una alegoría de significados, considerando la naturaleza referencial de Dios más que cualquier otro tema. 
Una distinción crucial entre teorías es la intencionalidad, el peso otorgado a las opiniones de los propios autores. La nueva crítica fue la primera escuela en repudiar el papel del autor en los textos interpretativos, prefiriendo centrarse en el texto en sí mismo. A pesar de las muchas controversias entre las escuelas, casi todas están de acuerdo en que el trabajo del autor no es inherentemente más significativo que cualquier otra interpretación.
La ambición de este autor es la universalidad y la atemporalidad de sus principios: son y serán siempre los mismos. Estas son ambiciones cuestionables porque los métodos explicativos de una disciplina como ésta no está sujeta a principios fijos, no es nada exacto, sino que pueden cambiar.
Por tanto, la perspectiva de Genett es muy amplia, pero siempre se encontrará amenazada en los límites del tiempo en que se hizo: su modelo es aplicable a gran cantidad de narraciones, pero está limitado[cita requerida].
La teoría de la literatura tiene que tener la siguiente ambición: atemporalidad. Los críticos de los años 20 estaban convencidos de que sus teorías iban a ser siempre válidas. Además, la teoría de la literatura no puede ser una. En su propia variedad está su relatividad. No habrá principios sólidos ni fijos que estén aceptados por todo el mundo, por eso no se puede conseguir la universalidad.
No hay teoría de la literatura sin obras concretas. La teoría de la literatura surge como consecuencia de la existencia previa de fenómenos creativos.
Toda teoría que escamotee o ignore la realidad de las creaciones literarias produce desconfianza y desprecio.

## Las obras clásicas de la teoría literaria antigua y moderna
- ADORNO, Th.W., “El ensayo como forma”, Notas de literatura, Barcelona, Ariel, 1962, pp. 11-36.
- ADORNO, Th.W., Teoría estética, ed. de G. Adorno y R. Tiedemann, trad. Riaza, Madrid, Taurus, 1980.

- ANDRÉS, J., Origen, progresos y estado actual de toda la literatura, ed. dirigida por P. Aullón de Haro, Madrid, Verbum, 1997, 6 vols.

- SAN AGUSTÍN, De doctrina christiana, cap. XVIII, en Id., Obras, ed. de Fr. Balbino Martín, Madrid, B.A.C., 1957.

- ARISTÓTELES, Poética, ed. de V. García Yebra, Madrid, Gredos, 1974. [y HORACIO, Artes poéticas, ed. de A. González, Madrid, Taurus, 1987].
- ARISTÓTELES, Retórica, ed. de A. Tovar, Madrid, I.E.P., 1985, 3ª ed. rev. [Otras eds., Alianza y Gredos].

- CICERÓN, El Orador, ed. de E. Sánchez Salor, Madrid, Alianza, 1991.

- CROCE, B., Estética como ciencia de la expresión y lingüística general, ed. de P. Aullón de Haro y J. García Gabaldón, Madrid, Instituto Juan Andrés, 2021.

- DEWEY, J., El arte como experiencia, ed. de J. Claramonte, Barcelona, Paidós, 2008.

- DILTHEY, W., El mundo histórico (Obras, VII), ed. de E. Ímaz, México, F.C.E., 1978.

- Dionisio de Halicarnaso, “Carta a Pompeyo Gémino”, en Id., Sobre la composición literaria. Sobre Dinarco. Primera carta a Ameo. Carta a Pompeyo Gémino. Segunda carta a Ameo, ed. de G. Galán Vioque y M.A. Márquez Guerrero, Madrid, Gredos, 2001, pp. 221-246.
- DIONISIO DE HALICARNASO, “La composición literaria”, en Id., Tres ensayos de crítica literaria, ed. de V. Bécares, Madrid, Alianza, 1992, pp. 119-215.

- EMERSON, R.W., Escritos de Estética y Poética, ed. de R. Miguel Alfonso, Málaga, Anejos de Analecta Malacitana, 2000.

- FICINO, M., De Amore, ed. de R. de la Villa Ardura, Madrid, Tecnos, 1986.

- GÓMEZ DE LA SERNA, R., Humorismo, ed. de P. Aullón de Haro, Madrid, Casimiro, 2014.

- GRACIÁN, B., Agudeza y Arte de Ingenio, ed. de E. Correa Calderón, Madrid, Castalia, 1969, 2 vols.; Arte de Ingenio. Tratado de la Agudeza, ed. de E. Blanco, Madrid, Cátedra, 1998.

- HARTMANN, E. VON., Filosofía de lo bello, ed. de M. Pérez Conejero, Valencia, Universidad, 2001.

- HEGEL, G.W.F., Lecciones de Estética, ed. de A. Llanos, Buenos Aires, Siglo Veinte, 1983 ss., 8 vols. [y Akal].

- HEIDEGGER, M., Arte y Poesía, México, F.C.E., 1958. [y Ariel].

- HUME, D., La norma del gusto y otros ensayos, ed. de MªT. Beriguistáin, Barcelona, Península, 1989.

- JASPERS, K., Lo trágico. El lenguaje, ed. de J.L. del Barco, Málaga, Ágora, 1995.

- JEAN PAUL RICHTER, Introducción a la estética, ed. de P. Aullón de Haro, Madrid, Verbum, 1991.

- KANT, I., Crítica del Juicio, ed. M. García Morente, Madrid, Espasa-Calpe, 1991, 5ª ed.

- KRAUSE, K.C.F., Compendio de Estética, trad. de F. Giner de los Ríos, ed. de P. Aullón de Haro, Madrid, Verbum, 2009, 2ª ed.

- LESSING, G.E., Dramaturgia de Hamburgo, Madrid, Asoc. de Directores de Escena de España, 1993.
- LESSING, G.E., Laocoonte, ed. de E. Barjau, Madrid, Editora Nacional, 1977 [y Orbis y Tecnos].

- LEZAMA LIMA, J., Escritos de Estética, ed. de P. Aullón de Haro, Madrid, Dykinson, 2010.

- LONGINO, De lo Sublime,  ed. de  M. Pérez López, Madrid, Dykinson, 2011. [y Gredos].

- LOPE DE VEGA, F., El arte nuevo de hacer comedias en este tiempo, ed. de J. de José Prades, Madrid, C.S.I.C., 1971. [y Espasa-Calpe y Cátedra].

- LUKÁCS, G., Sobre la esencia y forma del Ensayo, trad. de M. Sacristán, ed. de P. Aullón de Haro, Madrid, Sequitur, 2015.

- MENÉNDEZ PELAYO, M., Historia de las Ideas Estéticas, Madrid, C.S.I.C., 1974, 2 vols. [y B.A.C.]

- MILÁ Y FONTANALS, M., Estética y Teoría literaria, ed. de P Aullón de Haro, Madrid, Verbum, 2002.

- MONTESQUIEU, Ensayo sobre el gusto, ed. de P. Aullón de Haro, Madrid, Casimiro, 2014.

- NIETZSCHE, F., El nacimiento de la tragedia, ed. de A. Sánchez Pascual, Madrid, Alianza, 1973.

- D´ORS, E., Lo barroco, Prólogo de A. Pérez Sánchez, Madrid, Tecnos, 1993.

- PLATÓN, Diálogos [sobre todo Ión, Fedro, Gorgias, Crátilo, El Banquete. La mejor ed. amplia y accesible: la de Azcárate en Madrid, Edaf, 1972 rev. La más completa: Gredos, 9 vols.].

- PLOTINO, Eneadas, ed. de J. Igal, Madrid, Gredos, 1982 ss., 3 vols.; especialmente vol. 1, precedido de Porfirio, Vida de Plotino.

- POE, E.A., “Filosofía de la composición”, en Id., Ensayos y críticas, ed. de Julio Cortázar, Madrid, Alianza, 1973, pp. 65-79.

- QUINTILIANO, M.F., Sobre la formación del orador. Doce libros, ed. de A. Ortega Carmona, Salamanca, Universidad Pontificia, 1999, 4 vols.

- REYES, A., El deslinde. Prolegómenos a la teoría literaria, ed. de P. Aullón de Haro y E. Zarzo, Madrid, Verbum, 2014.

- SANTAYANA, G., La razón en el arte y otros escritos de estética, ed. de R. Miguel Alfonso, Madrid, Verbum, 2008.

- SCHELLING, F.W.J., Filosofía del Arte, ed. de V. López Domínguez, Madrid, Tecnos, 1999.

- SCHILLER, F., Sobre Poesía ingenua y Poesía sentimental, ed. de P. Aullón de Haro, sobre la vers. de J. Probst y R. Lida, Madrid, Verbum, 2014, 2.ª ed.
- SCHILLER, F., Lo Sublime, ed. P. Aullón de Haro, Málaga, Ágora, 1992.

- SCHLEGEL, F., Obras selectas, ed. de H. Juretschke, Madrid, F.U.E., 1983, 2 vols.

- SCHLEIERMACHER, F., Estética, ed. de A. Lastra y E.G. de la Aleja Barberán, Madrid, Verbum, 2005.

- SCHLEIERMACHER, F., Teoría Hermenéutica completa, ed. y trad. de Mª.R. Martí Marco, Madrid, Instituto Juan Andrés, 2019.

- ZAMBRANO, Mª, Filosofía y Poesía, Madrid, F.C.E., 1987.